# ロシアの刑務所
この記事では、ロシアの刑務所（ロシア語：тюрьма）について扱う。

## 概要
ロシアの刑務所制度は、異なる制度を持つ「矯正コロニー」や「公判前拘禁センター」などがある。矯正施設は連邦刑務所に所属している。

## 施設の種類

### 一時拘禁施設
犯罪で告発されたものが最大48時間（延長されると72時間まで）拘留される施設。

### 公判前拘置所
ほかの刑務所への移送を待つ囚人、取り調べ中の容疑者などが拘留される。

### コロニー
初犯の囚人または善行を行ったために別の刑務所から移送された囚人が拘留される。

### 矯正コロニー
特に重大な犯罪を犯した者などが拘留される。刑務所の番号には「IK」の頭文字を持ち、野党政治家アレクセイ・ナワリヌイなども収容された。
これ以外にも、終身刑などで使用される施設も存在する。

## 死刑制度
ロシアでは1996年に死刑制度が一旦停止された。これは欧州評議会への参加のためだった。2009年、ロシアの憲法裁判所は裁判所が死刑宣告を行うことを禁じた。